# Colaulus carinatus
Colaulus carinatus är en stekelart som beskrevs av Henry Keith Townes, Jr. 1970. Colaulus carinatus ingår i släktet Colaulus och familjen brokparasitsteklar. Utöver nominatformen finns också underarten C. c. typhodes.